# カール＝アドルフ・ホリット
カール＝アドルフ・ホリット（Karl-Adolf Hollidt, 1891年4月28日–1985年5月22日）は、ドイツの陸軍軍人。最終階級は陸軍上級大将（ドイツ国防軍）。第二次世界大戦後、ニュルンベルク継続裁判の一つである国防軍最高司令部裁判で懲役5年の判決を受けた。

## 経歴
ギムナジウム教師の息子としてシュパイアーに生まれる。アビトゥーア合格後の1909年に大公妃護衛第117（第3ヘッセン大公）歩兵連隊に入営し、第3中隊に配属され1910年に少尉に任官。第一次世界大戦中は西部戦線に従軍。大戦中の1915年に中尉、1918年に大尉に昇進した。
戦後は1919年にヴァイマル共和国軍に採用され、第15歩兵連隊の副官となる。1922年から翌年にかけて、国防省で参謀将校養成課程を受ける。第III軍管区歩兵部隊参謀を経て、第12歩兵連隊で中隊長に任命された。1931年から1933年にかけては第V軍管区で戦術教官を務める。1933年2月に中佐に昇進し、第12歩兵連隊で大隊長に転じる。1935年、参謀大佐として第I軍管区に異動。少将に昇進後、第9歩兵師団歩兵部隊司令官となり、第57、116、136歩兵連隊を指揮した。
第二次世界大戦勃発とともに、第52歩兵師団長に補される。1939年11月、東方占領司令官ヨハネス・ブラスコヴィッツ上級大将の参謀長に就任。1940年4月に中将に昇進し、同年10月に第50歩兵師団長となり、ギリシャに派遣された。同師団を率いてバルバロッサ作戦に従軍、南方軍集団に属した。1941年9月に騎士鉄十字章を受章。歩兵大将に昇進し、1942年11月まで第XVII軍団を指揮。スターリングラード攻防戦で第6軍が壊滅すると、1943年3月に再編成された第6軍司令官に就任した。同年5月、柏葉付騎士鉄十字章を受章。同年9月に上級大将に昇進。1944年4月に第6軍司令官を解任されて総統予備（待命）となり、終戦まで部隊指揮を任されることは無かった。
ホリットはドイツ国防軍の戦争犯罪に加担していたとして、他のドイツ国防軍首脳と共にニュルンベルクに身柄を移され起訴された。1947年–48年の国防軍最高司令部裁判で、戦争捕虜への不当な扱いや一般市民の奴隷化や強制移送といった罪状により、懲役5年の判決を受けた。しかし冷戦という時代背景の中、翌1949年にはランツベルク刑務所から釈放された。戦後は西ドイツのノルトライン＝ヴェストファーレン州の復員兵団体の名誉会長を務めていた。ジーゲンで死去した。

## 文献
- Dermot Bradley: Generaloberst Karl Hollidt, in: Mars - Jahrbuch für Wehrpolitik und Militärwesen 6 (2000), S.272–285.
- Friedrich, Jörg: Das Gesetz des Krieges. Das deutsche Heer in Rußland 1941 bis 1945. Der Prozeß gegen das Oberkommando der Wehrmacht, Piper, München/Zürich 1993, ISBN 3492031161
- Friedrich Karl Hollidt (編): Hundert Jahre sind wie ein Tag, Erinnerungen und Dokumente der Familie Hollidt von den Anfängen bis ins 20. Jahrhundert, Rohnstock Biografien, Berlin 2003
- Müller, Norbert: Generalstab und Oberkommando der Wehrmacht im Urteil des Nürnberger Tribunals, in: Militärgeschichte 25 (1986), S. 393-399
- Wette, Wolfram: Fall 12: Der OKW-Prozeß (gegen Wilhelm Ritter von Leeb und andere), in: Ueberschär, Gerd R. (編), Der Nationalsozialismus vor Gericht. Die alliierten Prozesse gegen Kriegsverbrecher und Soldaten 1943-1952, Frankfurt a. M. 1999, S. 199-212
- Fall 12. Das Urteil gegen das Oberkommando der Wehrmacht gefällt am 28. Oktober 1948 in Nürnberg vom Militärgerichtshof V der Vereinigten Staaten von Amerika, Berlin (DDR) 1961, 2. Aufl.
- Durch hingebendes Dienen zur deutschen Einheit! Festakt der Kyffhäuser-Soldatenkameradschaft Siegen [Sprecher der Siegerländer Soldatenverbände, des Marinebunds, des Stahlhelms, der Notgemeinschaft ehemaliger Arbeitsdienstleiter, des VdH; Forderung nach Entlassung aller verurteilter NS-Kriegsverbrecher], in: Siegener Zeitung, 17. Oktober 1955